# Tylman van Gameren
Tylman van Gameren, también conocido como Tilman o Tielman y Tylman Gamerski (Utrecht, 3 de julio de 1632 - Varsovia, Polonia; c. 1706), fue un arquitecto e ingeniero neerlandés asentado en Polonia, donde trabajó para la reina Maria Casimira, esposa del rey de Polonia Juan III Sobieski. Tylman dejó un gran legado de destacadas construcciones dentro de la arquitectura barroca de Polonia.

## Carrera profesional
Tylman nació en la ciudad de Utrecht, en los Países Bajos y fue discípulo de Jacob van Campen mientras este construía el Palacio Real de Ámsterdam. Como muchos otros artistas holandeses del Siglo de oro neerlandés, Tylman marchó a Italia hacia 1650. En Venecia, ganó reputación de pintor de escenas de batallas.
En 1660, Tylman conoció en Leiden al príncipe polaco Jerzy Sebastian Lubomirski que le invitó a su país para trabajar como arquitecto e ingeniero militar.
En Varsovia tomó el nombre de Tylman Gamerski, y tuvo un rápido ascenso en la corte polaca. Durante los primeros diez años en el país, trabajó en el diseño de fortificaciones militares, pero a partir de 1670 amplió su trabajo como arquitecto de palacios, casas de campo, jardines, monasterios e iglesias. Proyectó entre otros, la iglesia del Espíritu Santo, la iglesia de San Casimiro, de Varsovia. Sus proyectos se encuentran entre los más destacados de la arquitectura barroca en Polonia y muestran tanto influencias italianas y holandesa. Otra de sus obras más destacada es la iglesia de Santa Ana (en polaco: Kolegiata św. Anny) en el Centro histórico de Cracovia, que tiene su modelo en la Basílica de Sant'Andrea della Valle de Roma. En 1676, el artista fue nombrado caballero de la Ordine dello Speron d'Oro, que le permitió convertirse en miembro de la sociedad de la unión polaco-lituana y contraer matrimonio con Anna Komorowska. En 1685, fue formalmente designado por el parlamento polaco-lituano como miembro de la Nobleza de Polonia y Lituania.

## Obras

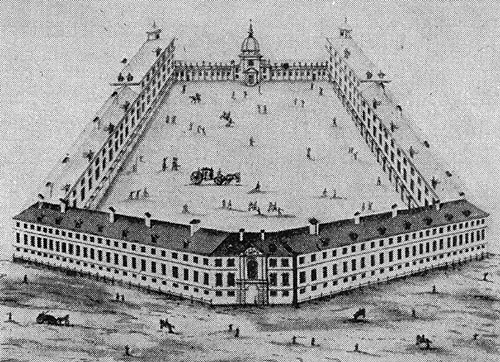
Palacio Marywilen Varsovia

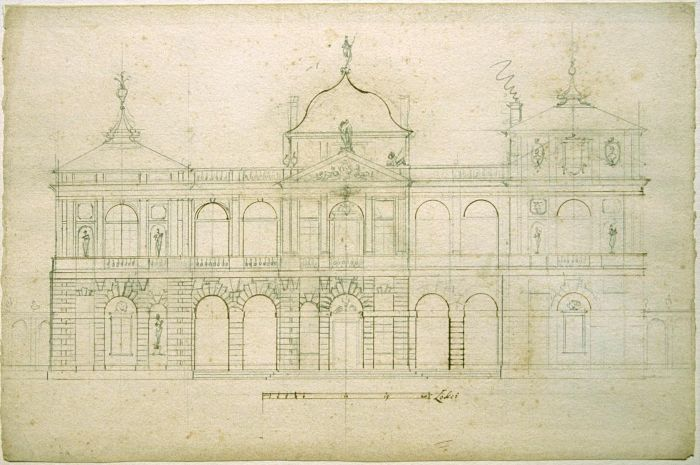
Palacio Bruhla/Ossolińskich en Varsovia

La casa solariega y el palacio fueron los temas principales de su arquitectura; estuvo , entre otros, al servicio de la cortede magnates de la familia Lubomirski. Eran mansiones de tipo campestre, derivadas de la arquitectura del centro y norte de Italia, especialmente del tipo de villa suburbana y rural (villa suburbana de Vitruvio y villa rústica). Utilizó el esquema de una villa del norte de Italia con un diseño interior claro, conectado por enfiladas, cuya parte central estaba ocupada por una salón de estar altamente representativo, enmarcada a ambos lados por las habitaciones inferiores de apartamentos residenciales simétricos.
- Palacios:
  - Palacio en Puławy (1671-1679), actualmente reconstruido
  - Palacio de Baños cerca Ujazdów, para Stanisław Lubomirski Herakliusz (1676-1683), reconstruida en el clasicismo, que ahora forma parte del palacio del Agua en el parque real Lazienki, en Varsovia
  - Palacio Gniński, en Varsovia (1681-1685)
  - Hermitage (1683-1690), en Lazienki, en Varsovia
  - Palacio Czapski (1686-1705), en Varsovia
  - Palacio Krasiński en Varsovia, fundada por Jan Dobrogost Krasiński (1689-1695), los contratistas del proyecto son Józef Szymon Bellotti , Izydor Affaita , Francesco Solari y Maderni, con esculturas de Andrzej Schluter
  - Palacio Branicki (1691-1697), en Białystok, residencia del conde Jan Klemens Branicki, destruido en la II Guerra Mundial y luego reconstruido
  - Palacio Marywil en Varsovia (1692-1695) (desaparecido)
  - Palacio en Otwock Wielki (1693-1703)
  - Palacio de Brühl, en Varsovia, para la familia Ossoliński  (aprox. 1694)
  - Palacio en Nieborów (1695-1697)
  - Palacio Lubomirski en Dąbrowa Tarnowska
  - Palacio Pac-Radziwiłł, en Varsovia
  - Palacio de los Cuatro Vientos (Pałac Pod Czterema Wiatrami) (1680), también palacio Tepper  en Varsovia
  - Reconstrucción del castillo de Rzeszów
  - Palacio de verano de Lubomirski en Rzeszów
  - Palacio Lubomirski en Lubartów
  - Palacio Ostrogski, más tarde llamado de la familia Lubomirski, ahora Facultad de Ciencias Políticas de la Universidad Maria Curie-Skłodowska en Lublin
  - Palacio Czartoryski en Lublin.
- atribuido:
  - Casa señorial en Obory

Palacios para la nobleza
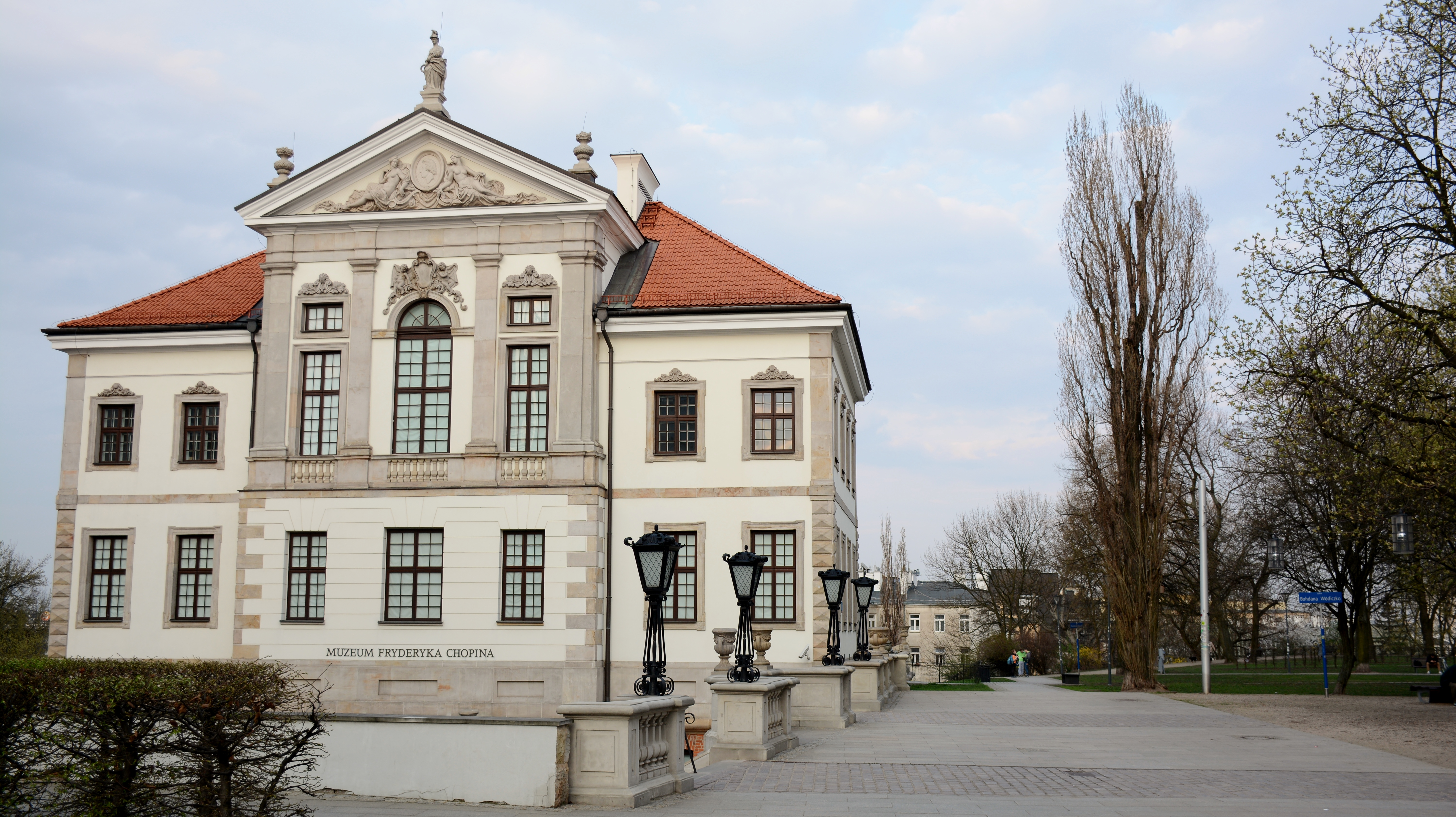
Castillo Ostrogski en Varsovia (después de 1681), destruido en 1944, luego reconstruido entre 1949 y 1955. Hoy alberga el Museo Frédéric Chopin.
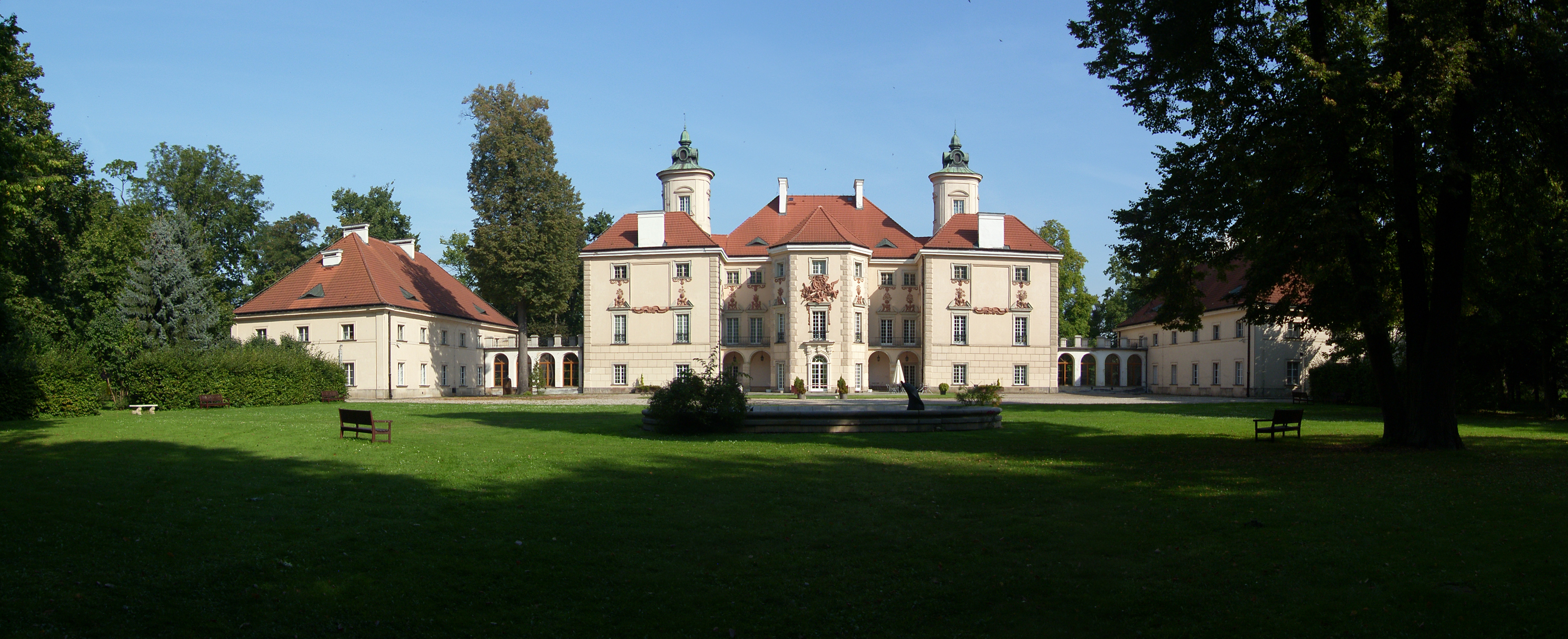
Palacio Bieliński (1682-1689), en Otwock Wielki
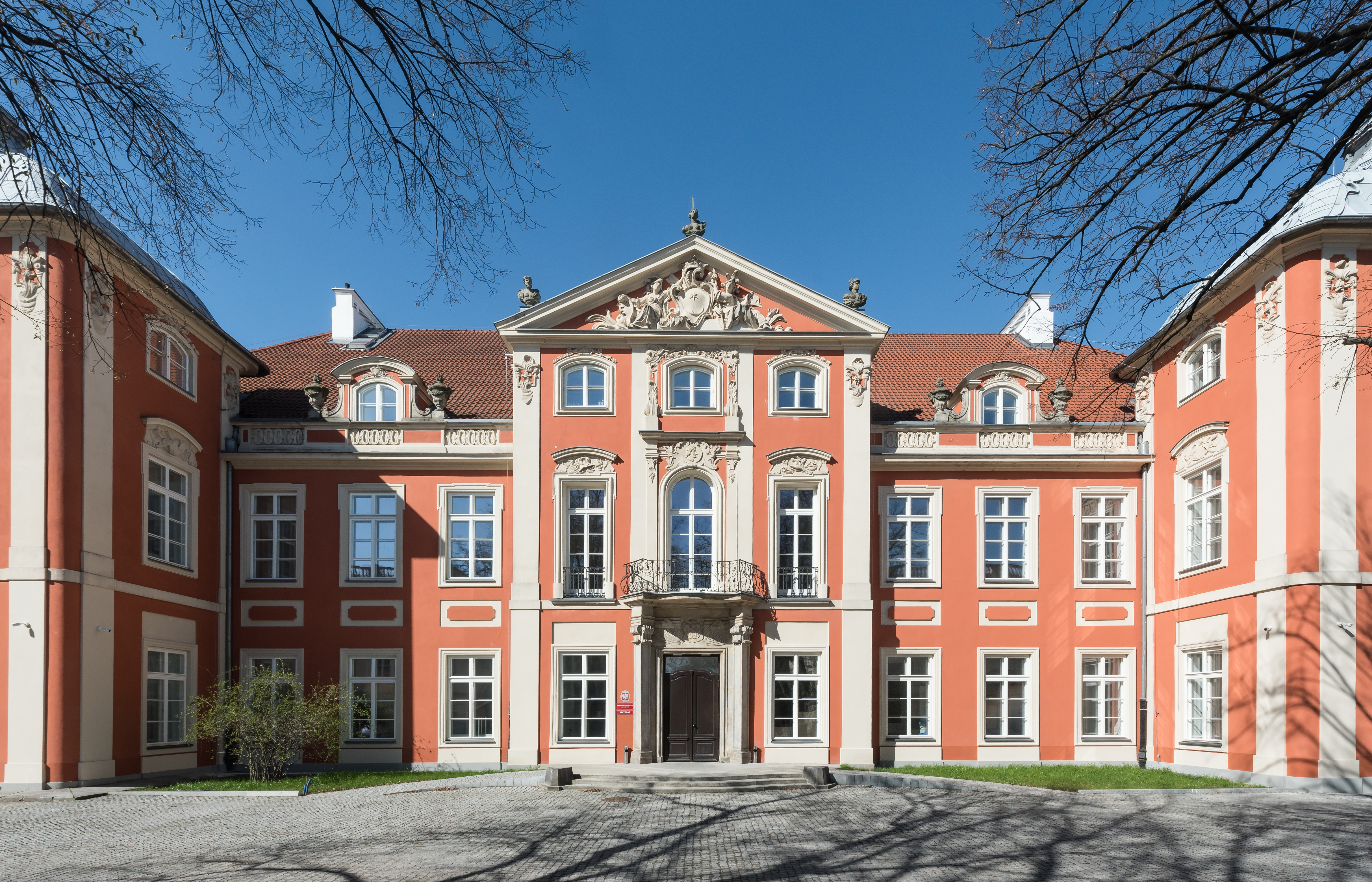
Palacio Czapski (1686-1705), en Varsovia
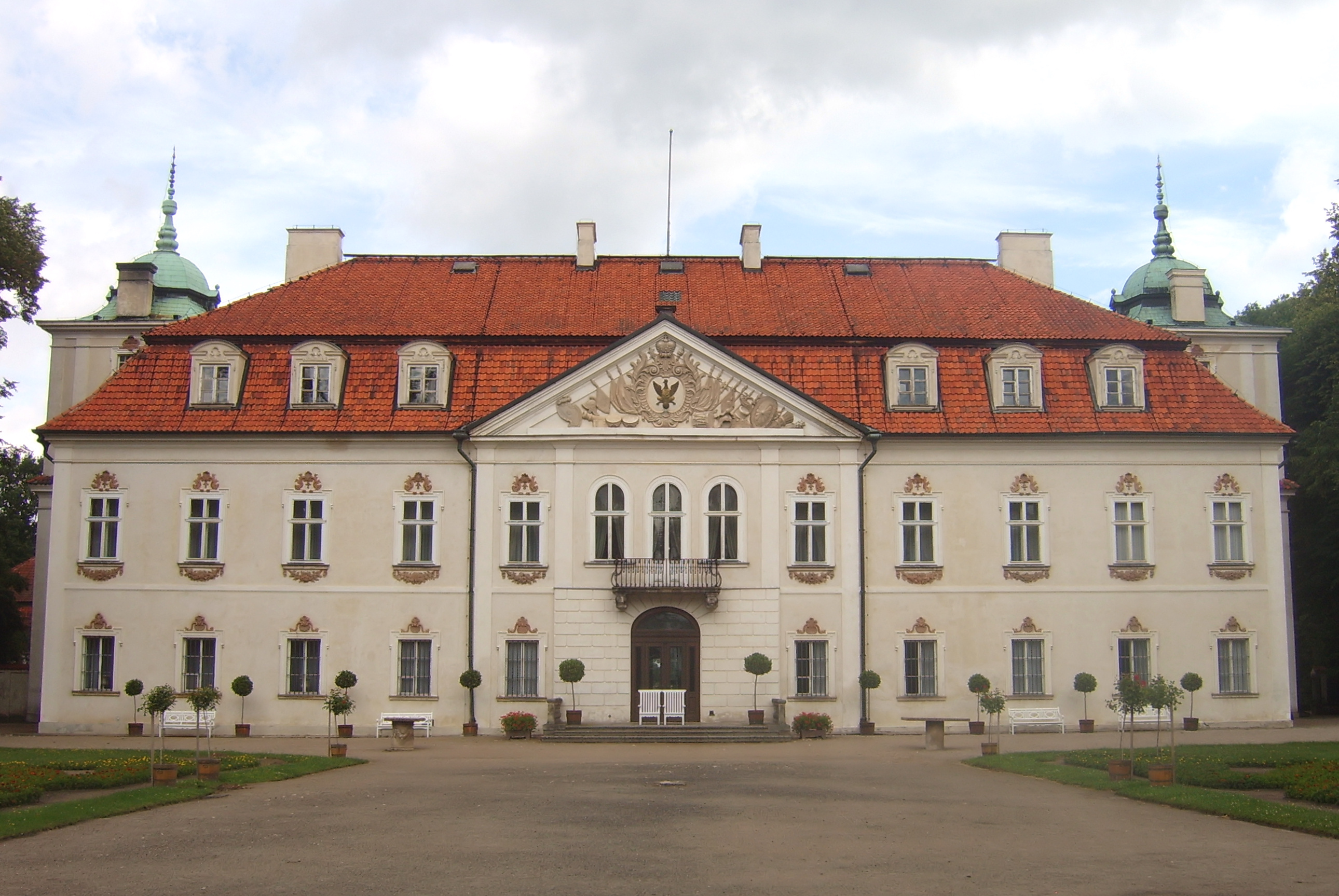
Palacio Radziejowski (1690-1696), en Nieborów
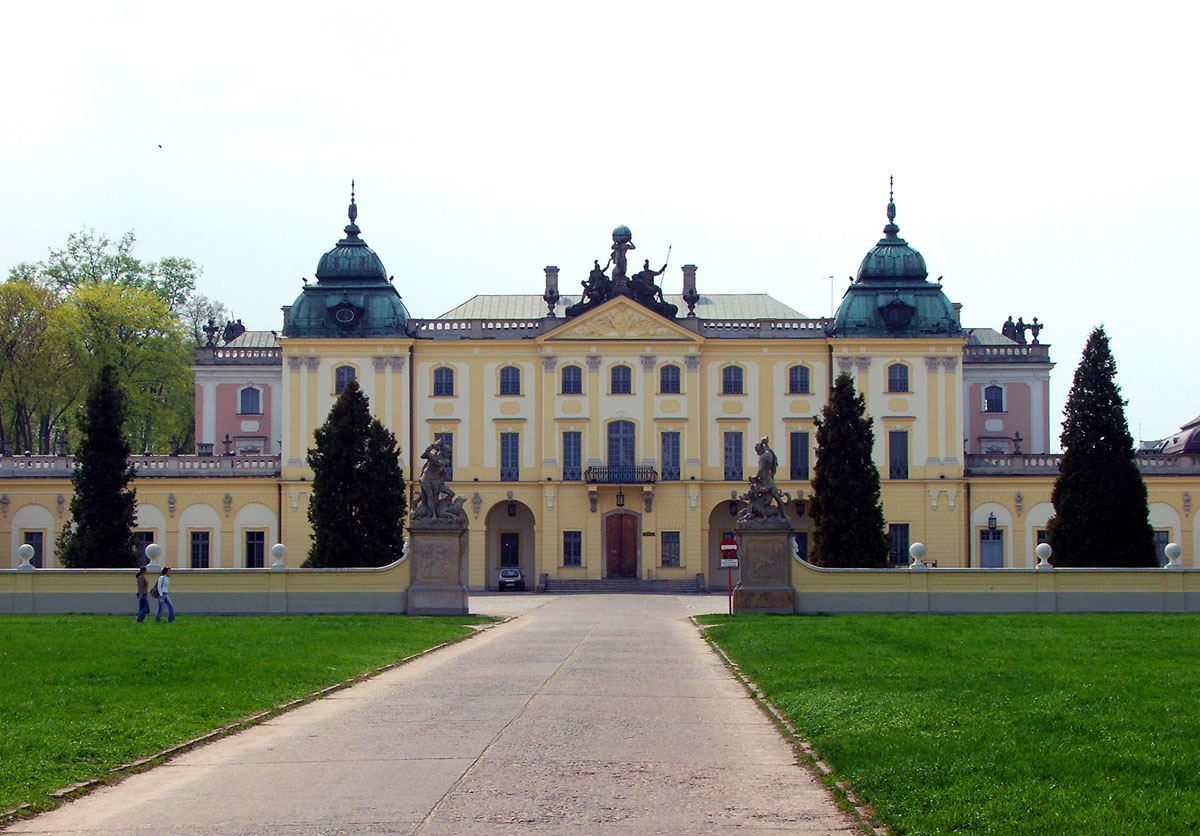
Palacio Branicki (1691-1697), en Białystok, residencia del conde Jan Klemens Branicki, destruido en la II Guerra Mundial y luego reconstruido
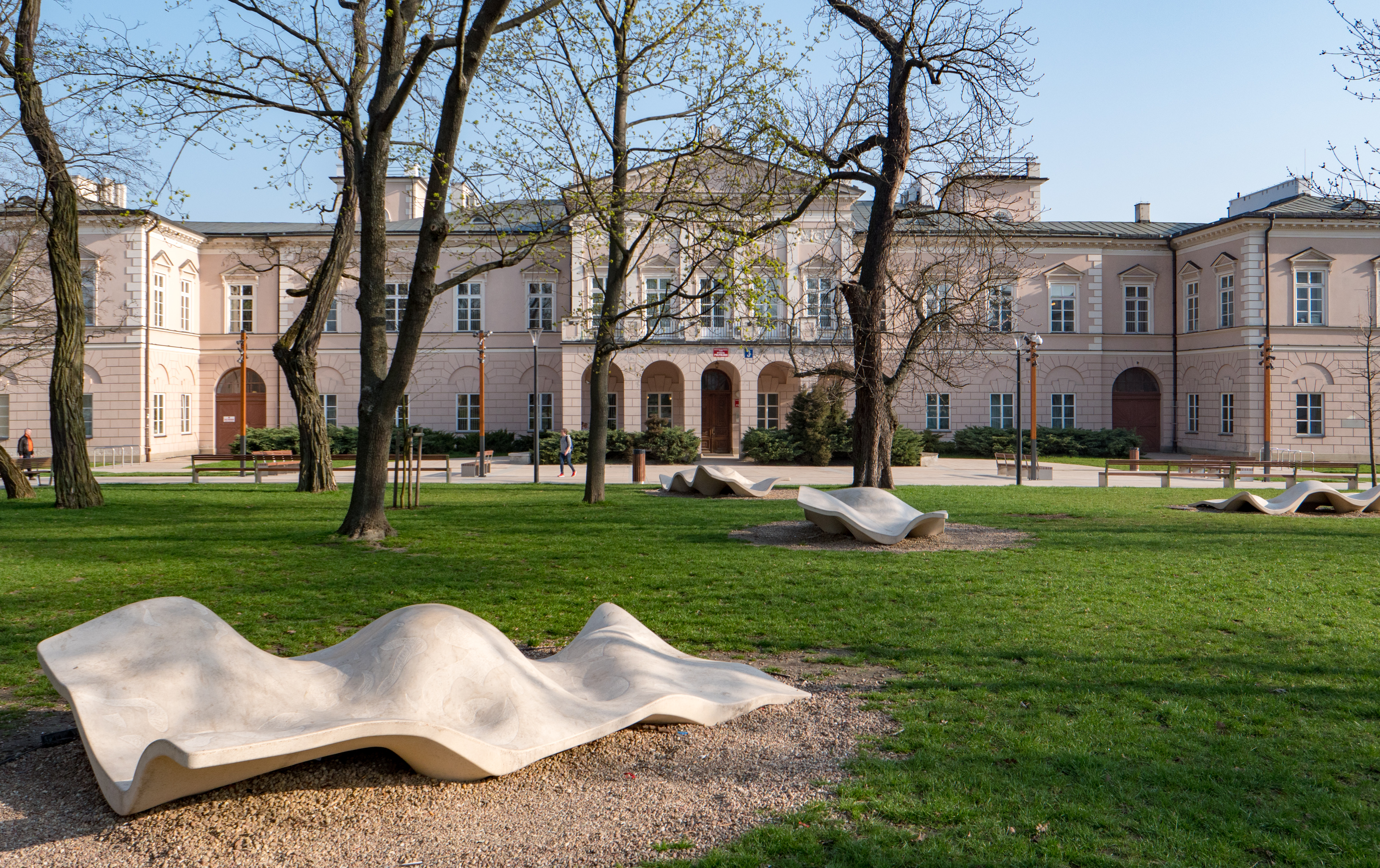
Palacio Lubomirski en Lublin
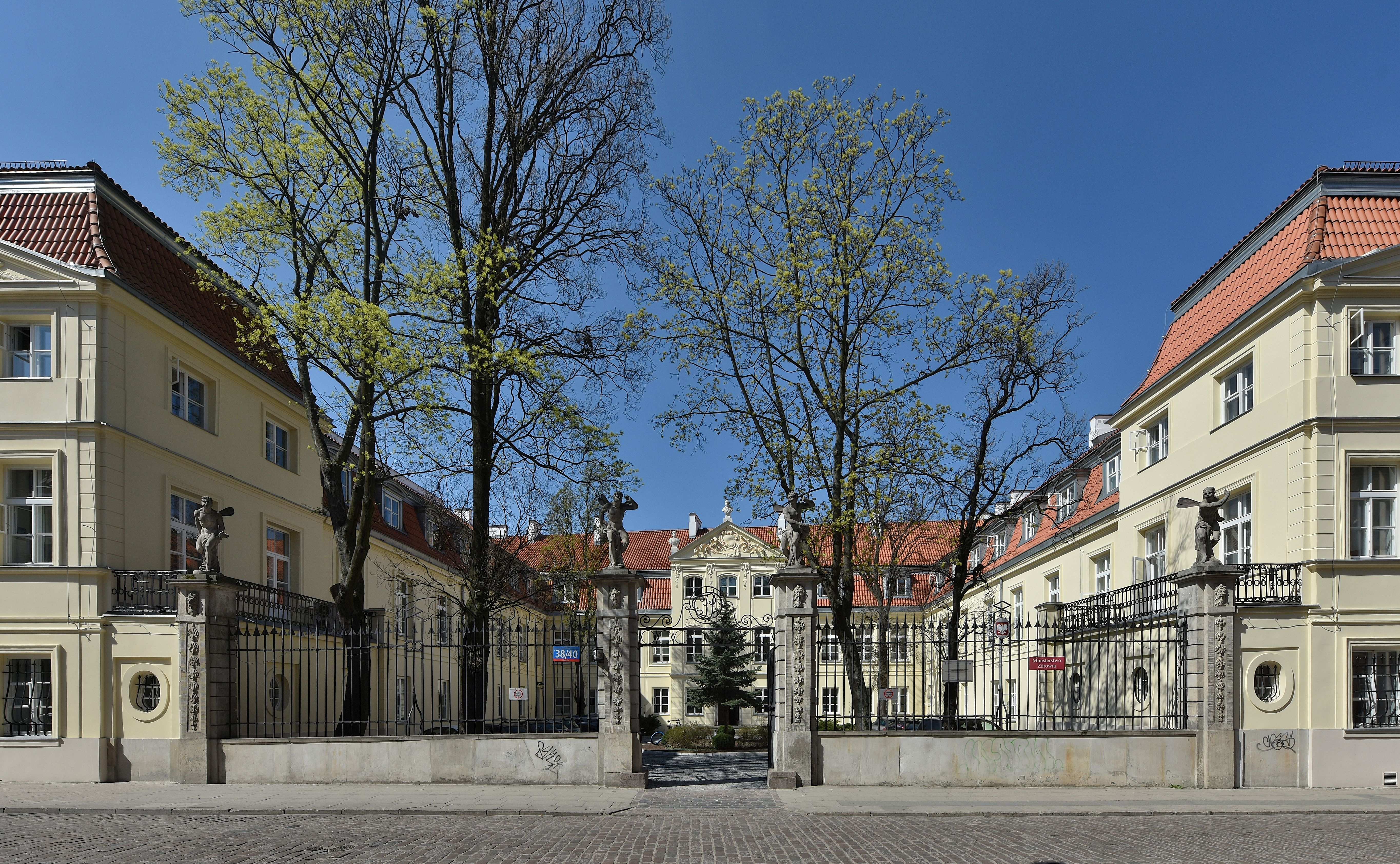
Palacio de los Cuatro Vientos
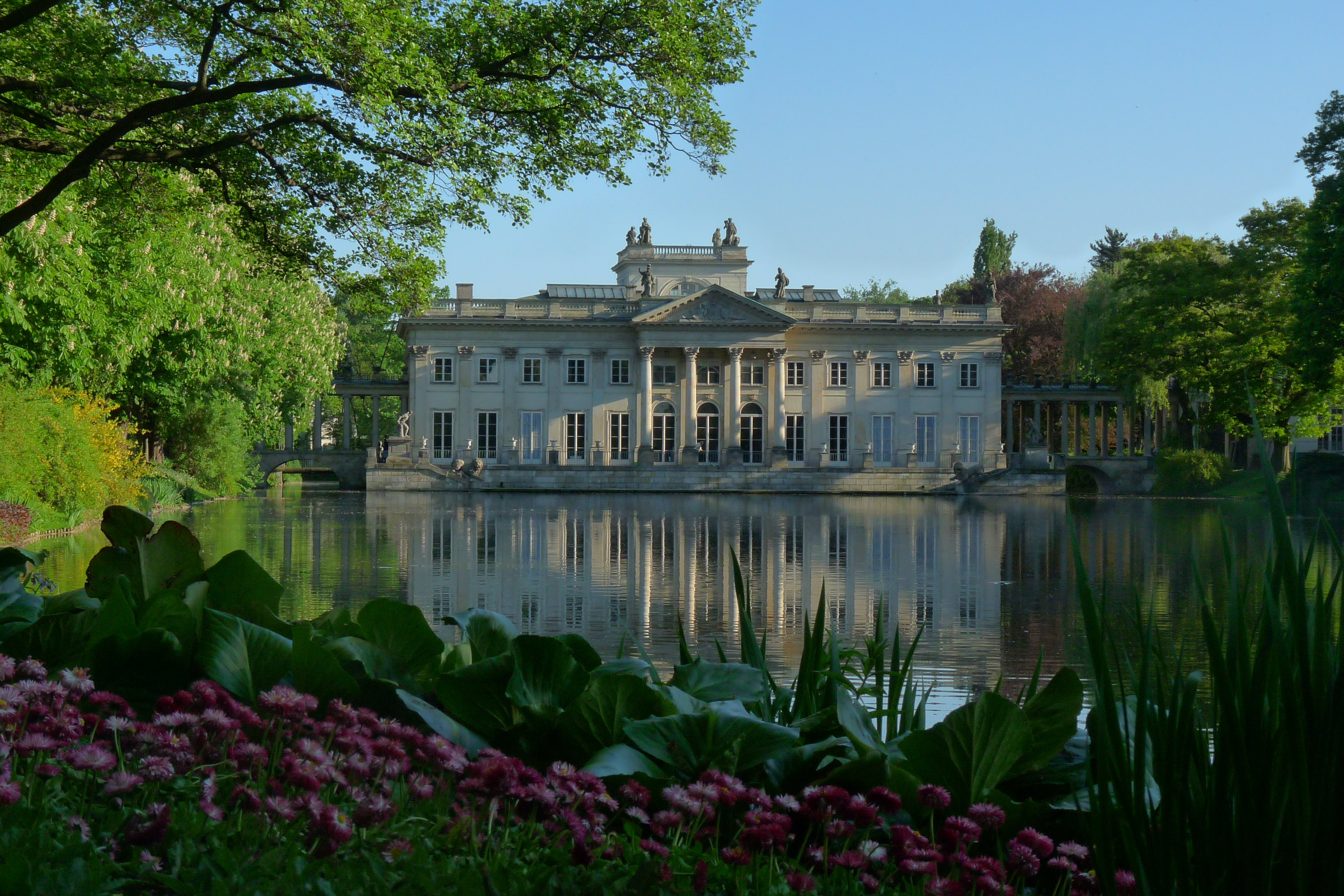
palacio del Agua (1683-1689) en el parque real Lazienki, en Varsovia

- Iglesias
  - Iglesia de los Sacramentos de San Casimiro en Varsovia , un templo de planta central, rematada con una cúpula octogonal sobre un tambor (1688-1692)
  - Bernardo Czerniakow en Varsovia, que consta de un pasillo central de cruz griega, y el santuario octogonal dostawionego a uno de sus brazos (1687-1692)
  - Iglesia de la Transfiguración del Señor en Varsovia (1683-1694)
  - Iglesia de Santa Ana en Cracovia, diseños modificados por otros arquitectos (1689-1703)
  - Iglesia de la Santa Cruz en Rzeszów (1702-1707)
  - Iglesia de la Santísima Trinidad en Radom, construido por etapas a partir de 1613 ; sin embargo, fue Tylman van Gameren quien le dio su forma final
  - Capilla real en Gdansk (1678-1681)
  - Iglesia de San Antonio de Padua y San Pedro de Alcantara en Węgrów (1693-1715)
  - Iglesia de la Asunción de la Santísima Virgen María en Węgrów (1703-1706)
- atribuidas:
  - Iglesia de San Stanisław en Starochacinach
  - Iglesia de la Santísima Trinidad en Varsovia

- Otros proyectos:
  - diseño de la lápida de Zofia Lubomirska de soltera Opalińska en la iglesia de Końskowola (ca. 1675)
  - Trincheras de la Santísima Trinidad (1692)
  - Santa Felicisima y Genoveva en la iglesia de St. Krzyza en Varsovia (aprox. 1697-1704)
  - fortificaciones del castillo de Łańcut
  - seminario en Łowicz
  - reconstrucción del castillo de Zawieprzyce
  - fachada del Collegium Ressoviense
  - reconstrucción del castillo de Baranów Sandomierski
  - reconstrucción del castillo de Janowiec
  - trazado urbano sobre el plano de la cruz de la ciudad de peregrinación Góra Kalwaria, hacia 1670

Iglesia y otros proyectos
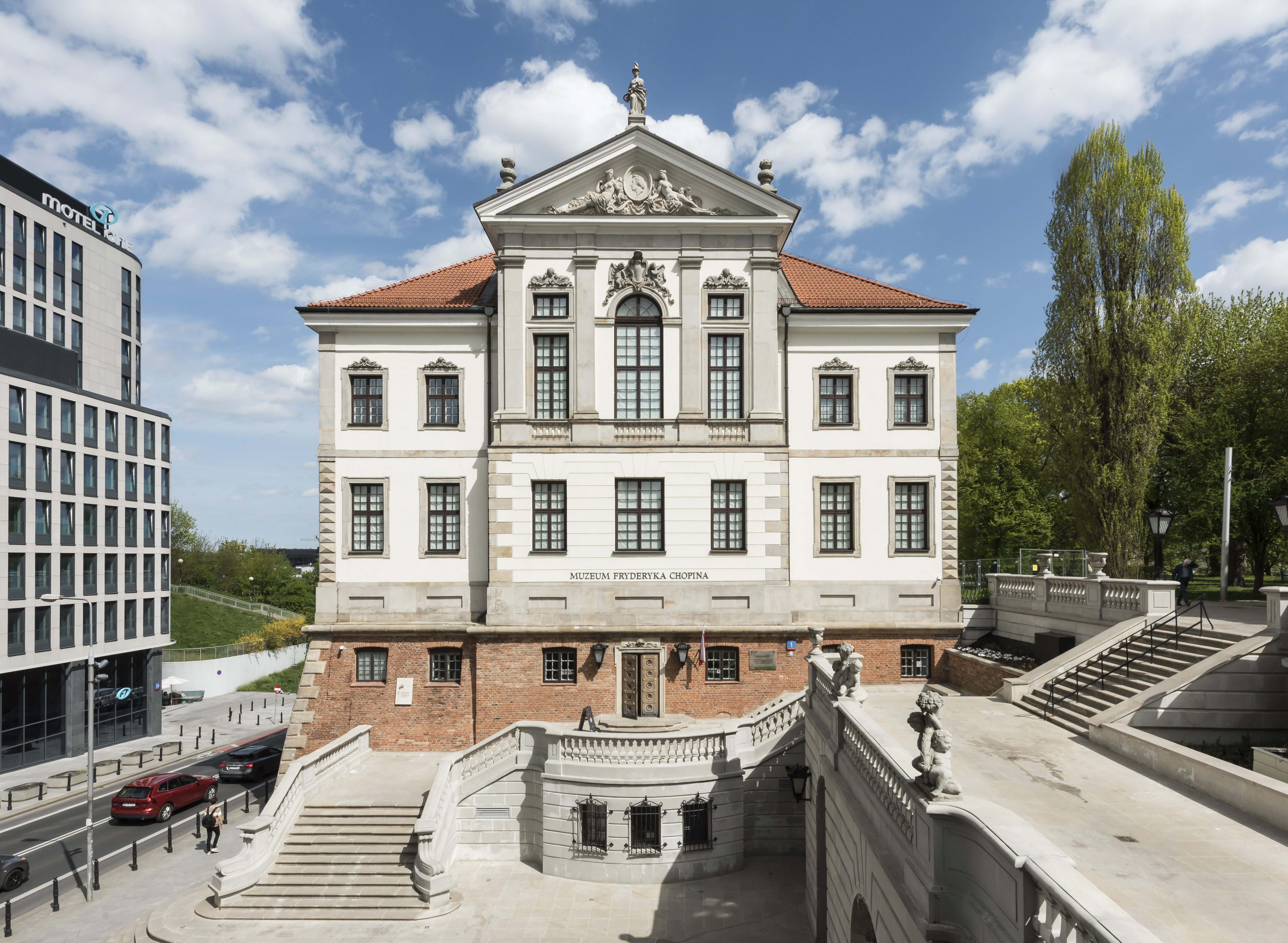
Monumento funeraria de Zofia Lubomirska  (ca. 1675), en Końskowola
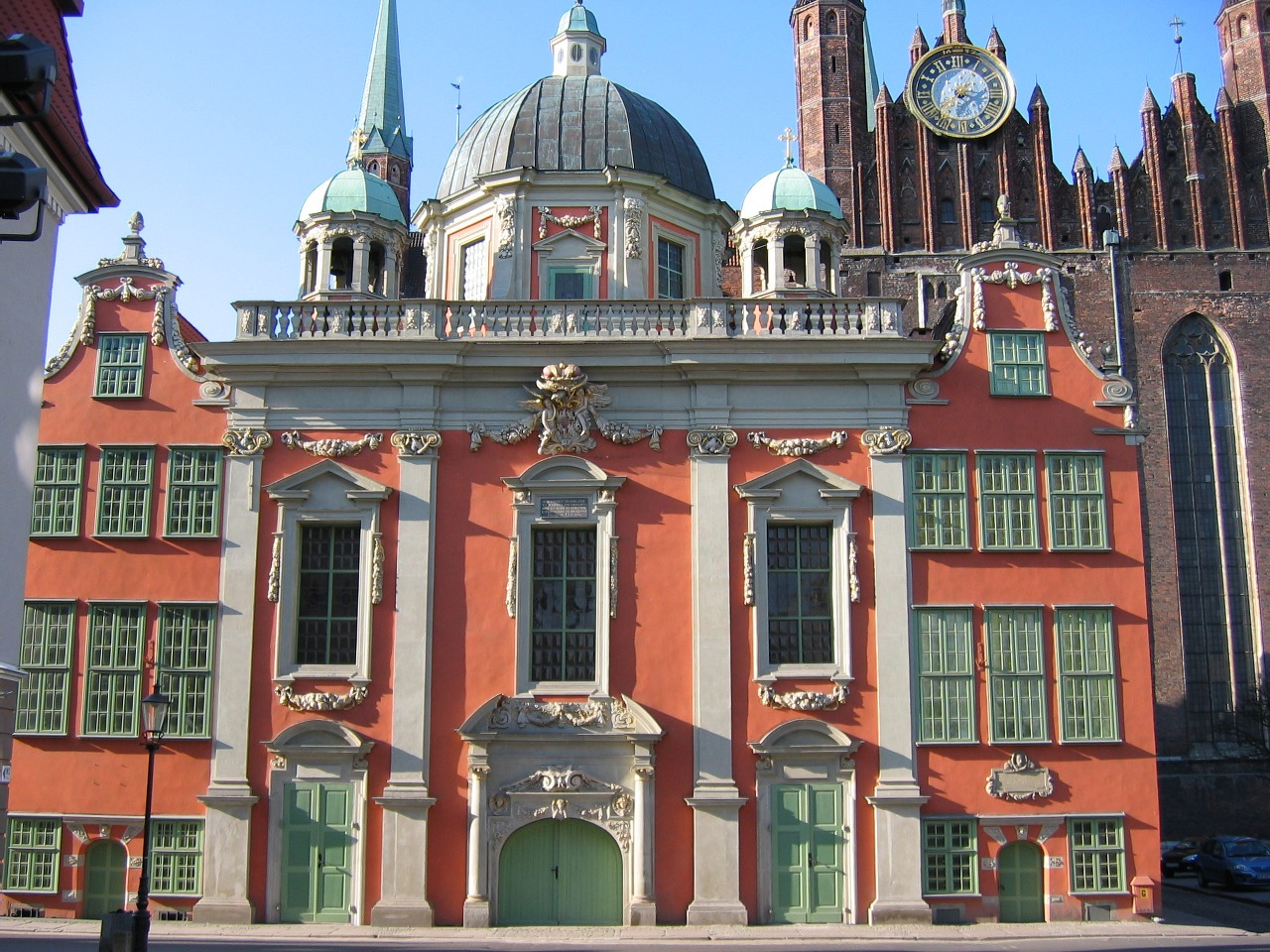
Capilla real Sobieski  (1678-1681), en Gdańsk
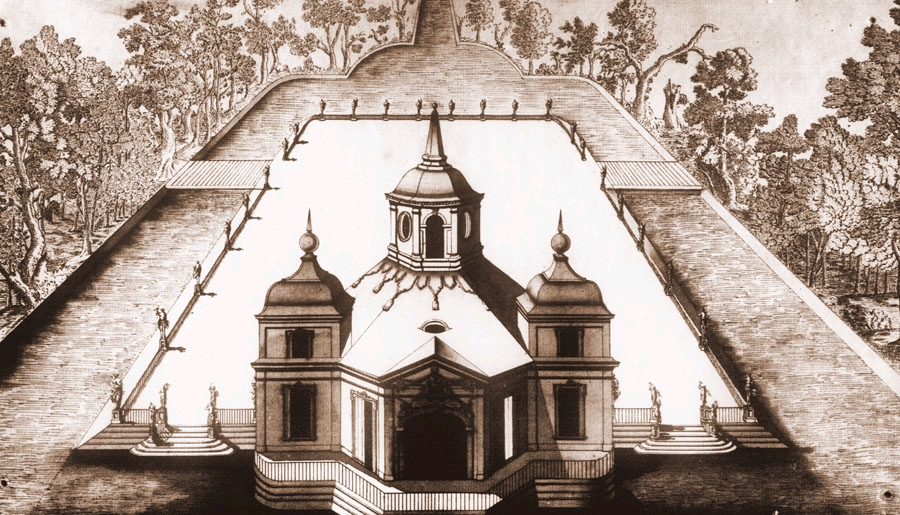
Lubomirski pabellón de baño (1683-1689)
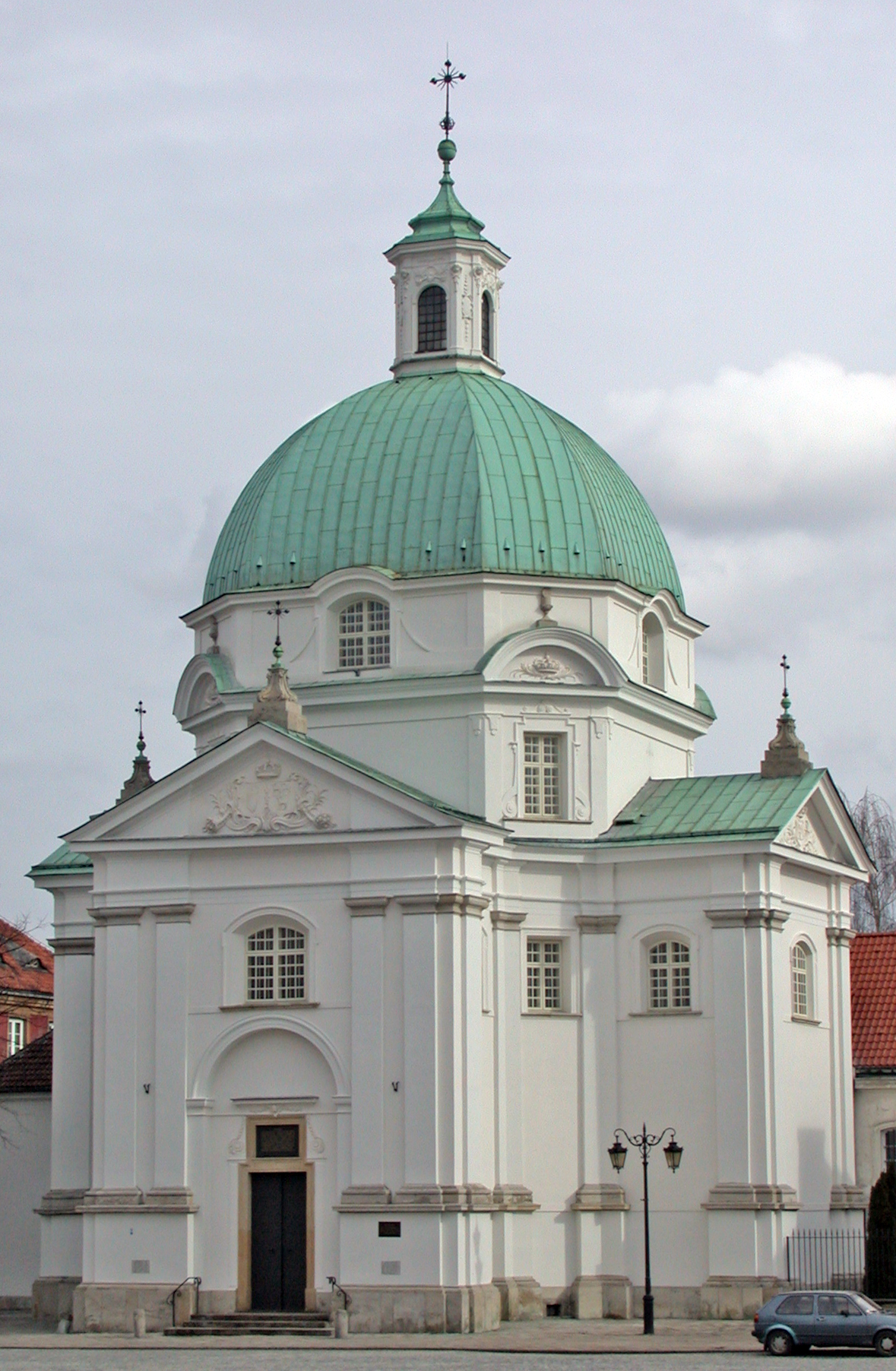
Iglesia de San Casimiro (1688-1692), en Varsovia
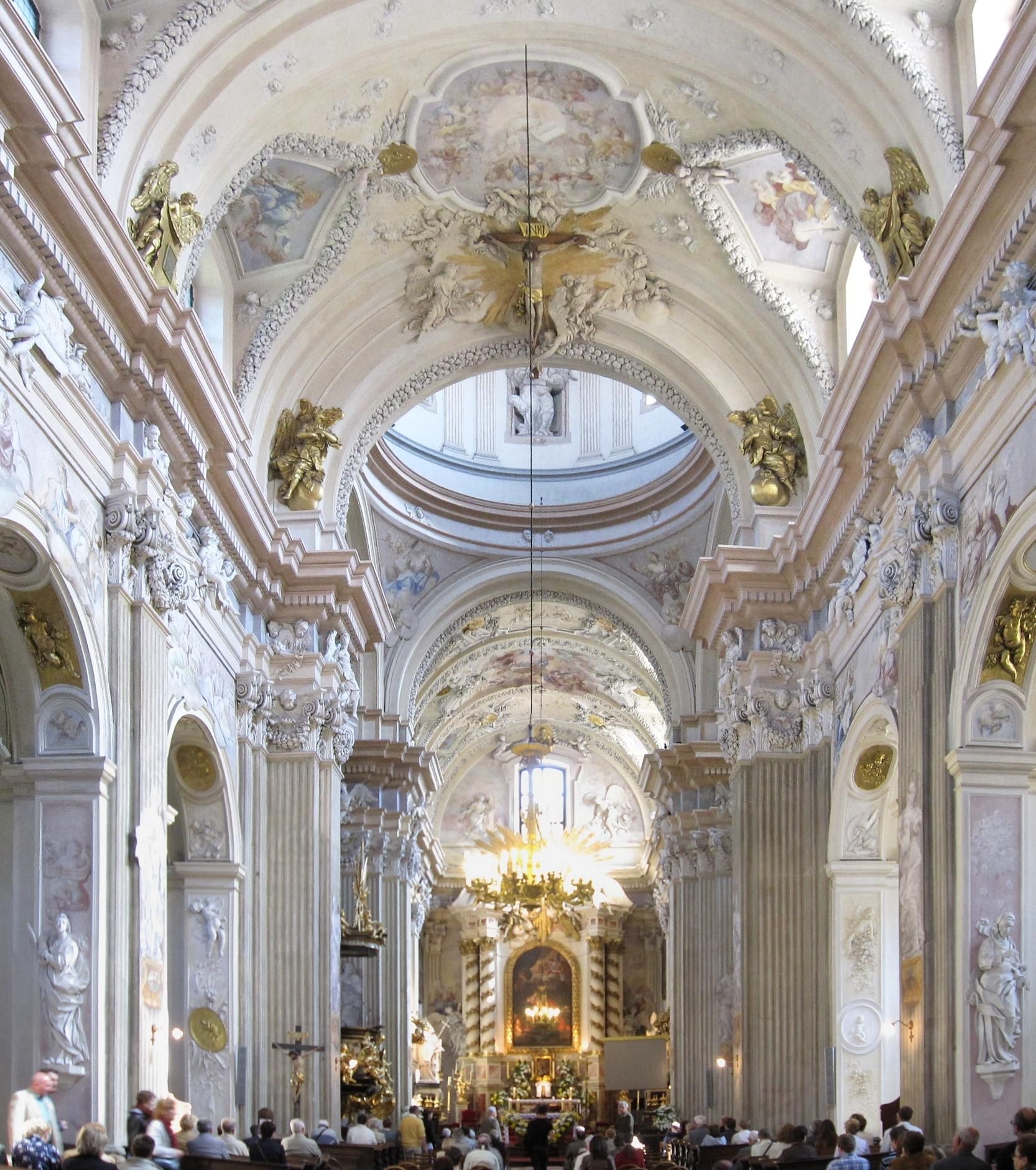
Iglesia de Santa Ana en Cracovia (reconstruida en 1689-1703)
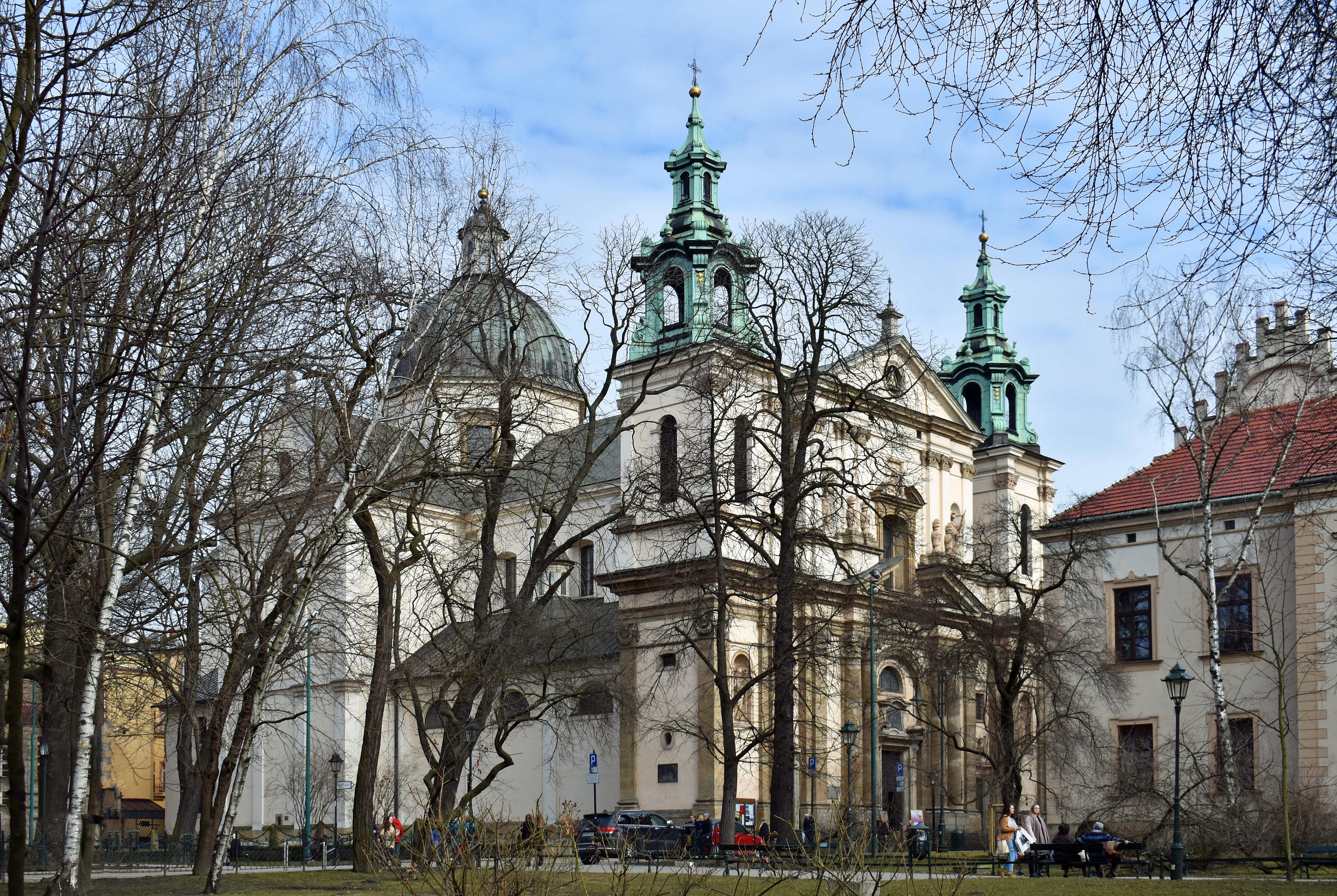
Iglesia de Santa Ana en Cracovia
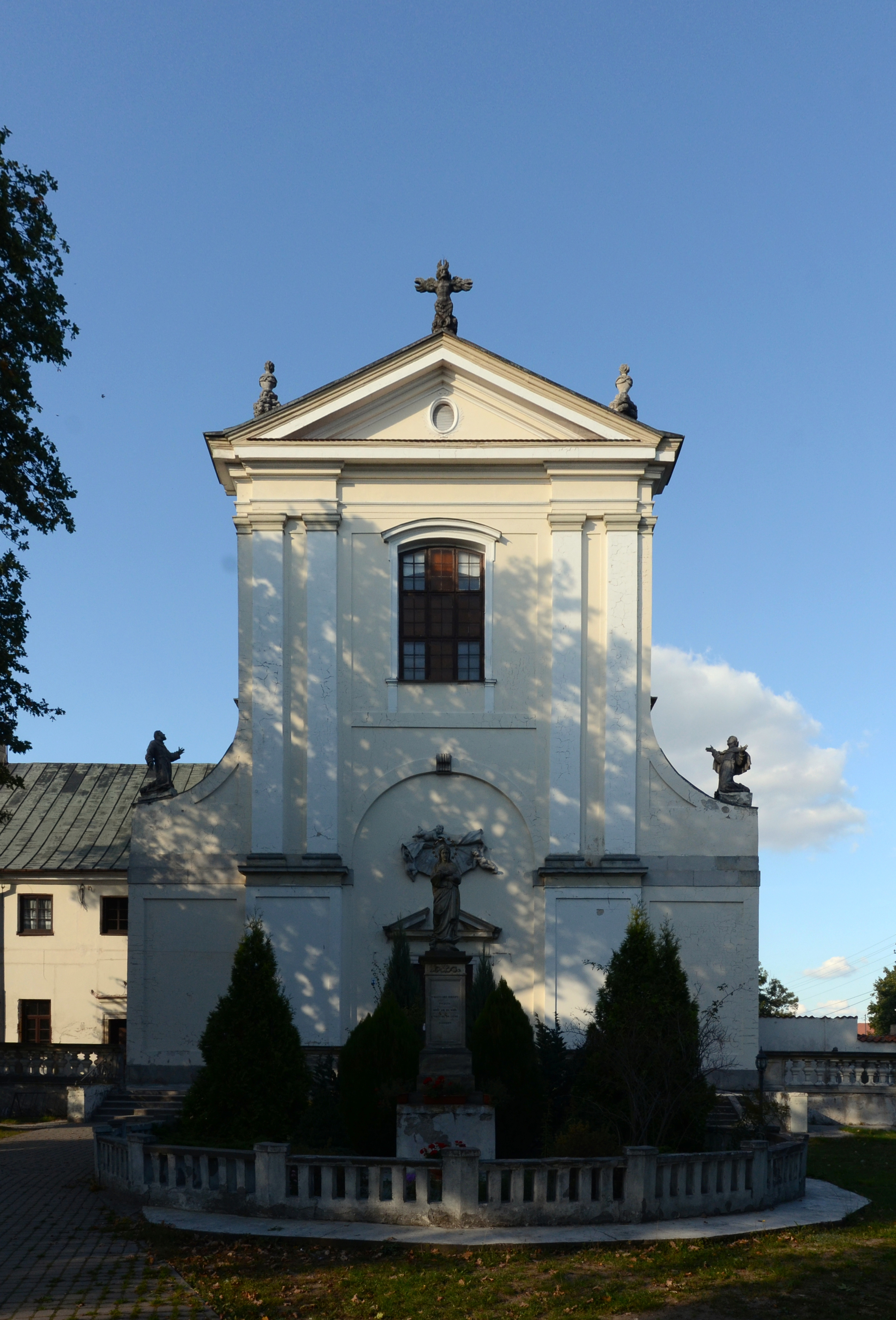
Węgrów - iglesia de los reformadores